# Rotorua
Rotorua (maorsko: [ˌɾɔtɔˈɾʉa]) je mesto v regiji Bay of Plenty (Zaliv izobilja) na Severnem otoku Nove Zelandije. Mesto leži na južni obali jezera Rotorua, po katerem je dobilo ime. Je sedež okrožja Rotorua Lakes District, teritorialne oblasti, ki zajema Rotoruo in več drugih bližnjih mest. Rotorua ima ocenjeno 58.900 prebivalcev, zaradi česar je 12. največje mestno območje v državi in drugo največje mestno območje v Bay of Plenty za Taurango.
Rotorua je glavna destinacija za domače in mednarodne turiste. Turizem je daleč največja panoga v okrožju. Znano je po svoji geotermalni dejavnosti in ima gejzirje – zlasti gejzir Pōhutu v Whakarewarewi – in bazene z vročim blatom. Ta termalna aktivnost izvira iz kaldere Rotorua, v kateri leži mesto.

## Zgodovina
Ime Rotorua izhaja iz maorščine, kjer je polno ime mesta in jezera Te Rotorua-nui-a-Kahumatamomoe.. Roto pomeni 'jezero' in rua pomeni 'dve' ali v tem primeru 'drugo' – Rotorua torej pomeni 'Drugo jezero'. Kahumatamomoe je bil stric maorskega poglavarja Ihenga, prednikov raziskovalca Te Arawa. To je bilo drugo večje jezero, ki ga je odkril poglavar, in ga je posvetil svojemu stricu. Je največje od množice jezer, ki jih najdemo na severovzhodu, vsa pa so povezana s kaldero Rotorua in bližnjo goro Tarawera. Ime lahko pomeni tudi enako ustrezno 'kratersko jezero'.
Območje so sprva naselili Maori iz Te Arawa Iwi v 14. stoletju. V zgodnjih 1820-ih je Ngāpuhi pod vodstvom poglavarja Hongija Hike sprožil vrsto napadov v Bay of Plenty kot del mušketnih vojn, leta 1823 je skupina Ngapuhijev, ki jo je vodil Hongi Hika, napadla Te Arawo pri njihovi Pā (utrjeni naselbini) na Mokoii in jih premaga. Prvi Evropejec na tem območju je bil verjetno Phillip Tapsell, ki je trgoval z obale Bay of Plenty pri Maketu od leta 1828. Kasneje se je poročil s Te Arawa in so ga zelo cenili. Leta 1831 sta kraj obiskala misijonarja Henry Williams in Thomas Chapman, Chapman in njegova žena pa sta leta 1835 ustanovila misijon v Te Koutuju. Ta je bil opuščen v enem letu, vendar se je Chapman vrnil leta 1838 in ustanovil drug misijon na otoku Mokoia.
Obala jezera je bila vidno prizorišče spopadov med novozelandskimi vojnami v 1860-ih. William Fox se je zavzemal za spremembo regije Rotorua v narodni park, ki ga je navdihnil Yellowstone v Združenih državah. Nasprotno pa je skupnost Te Arawa predlagala ustanovitev okrožja, osredotočenega okoli termalnih vrelcev Rotorue, z namenom razvoja polinezijskih zdravilišč, kjer bi se turisti lahko prepustili vročim bazenom. Leta 1880 je ljudstvo Ngāti Whakaue, namesto da bi prodalo zemljo, dalo v najem 50 hektarjev kroni v skladu s Fentonskim sporazumom in podelilo vladi pooblastilo, da v njihovem imenu ponudi 99-letne najemne pogodbe. Prihodki od najemnin so pomagali financirati deško srednjo šolo Rotorua in so se po izteku 99-letnih najemov znatno povečali. Istoimenska ulica Fenton v središču sodobnega mesta nosi sodnikovo ime. Kljub temu je uveljavitev Thermal Springs District Act iz leta 1881 dala vladi izključne pravice do nakupa in zakupa zemljišč z vročimi vrelci, jezeri ali reko, zaradi česar je bilo na prelomu stoletja skoraj polovica blokov Rotorue prodane. Leta 1993 je krona z ljudstvom Ngāti Whakaue poravnala zahtevek po pogodbi iz Waitangija, da bi spoštovala njihovo prekinjeno pogodbo, tako da se je strinjala z vrnitvijo podarjenih zemljišč, ki niso bila več potrebna za prvotno uporabo.
Mesto je bilo povezano z Aucklandom z odprtjem železnice Rotorua Branch in začetkom vožnje vlaka Rotorua Express leta 1894, kar je povzročilo hitro rast mesta in turizma od tega časa naprej. Množili so se tudi vodniki o 'Deželi vrele vode'. V 1880-ih so turisti, zlasti iz Avstralije, začeli obiskovati Rotoruo, da bi bili priča njenim naravnim čudesom, kot so Rožnate in Bele terase, dokler jih ni uničil vulkanski izbruh leta 1886. Rotorua je bila leta 1922 ustanovljena kot okrožje, leta 1923 je bila izvoljena za svojega prvega župana in leta 1962 razglašena za mesto, preden je leta 1979 postala okrožje.

## Geografija
Mesto Rotorua in sosednje jezero Rotorua sta znotraj kaldere Rotorua, ki je nastala v velikem vulkanskem izbruhu pred približno 240.000 leti. Kaldera je vir geotermalne dejavnosti, ki je ključna značilnost mesta in okolice.
Regija Rotorua ima blago zmerno podnebje (Cfb). Rotorua leži v notranjosti od obale in je zaščitena z visokogorjem južno in vzhodno od mesta, zaradi česar je vetra manj kot marsikje drugje na Novi Zelandiji. V zimskih mesecih, od junija do avgusta, lahko temperature padejo pod 0 °C. Mraz je v Rotorui pogost pojav v zimskih mesecih, s povprečno 57 zmrzali tal na leto in 20 noči na leto pod 0 °C. Sneženje v Rotorui je redko in od leta 1970 je bilo zabeleženo le dvakrat. 15. avgusta 2011 in 13. julija 2017 so snežinke padale v središču mesta, med sneženjem julija 2017 pa se je sneg nakopičil v bližnjih pogorjih Mamaku in na zunanjih območjih okraja, kjer sneži povprečno enkrat na tri leta.

### Jezera
Regija Rotorua ima 17 jezer, znanih skupaj kot jezera Rotorua. Poleti so priljubljeni ribolov, smučanje na vodi, plavanje in druge vodne aktivnosti. Več jezer je napolnjenih za športni ribolov s postrvmi iz ribogojnice Fish and Game New Zealand v Ngongotahi. Jezera se uporabljajo tudi za prireditvene prostore; Rotorua je leta 2007 gostila svetovno prvenstvo v smučanju na vodi, marca 2009 je bilo jezero  prizorišče svetovnega prvenstva v jadranju slepih. Jezero Rotorua se uporablja tudi kot odhodna in pristajalna točka za letala.

## Demografija
Mestno območje Rotorue, kot ga opredeljuje Statistični urad Nove Zelandije, obsega 48,04 km² in vključuje 26 statističnih območij. Od junija 2023 ima ocenjeno 58.900 prebivalcev.
Mestno območje Rotorua je imelo ob popisu prebivalstva na Novi Zelandiji leta 2018 običajno 54.204 prebivalcev, kar je povečanje za 5.289 ljudi (10,8 %) od popisa leta 2013. Bilo je 26.211 moških in 27.993 žensk.
Kar zadeva etnično pripadnost, je bilo 59,2 % Evropejcev/Pākehā, 42,3 % Maorov, 6,2 % pacifiških ljudstev, 11,5 % azijskih in 1,5 % drugih etničnih skupin (skupno število več kot 100 %, saj so se ljudje lahko identificirali z več etničnimi skupinami).

## Geotermalne zanimivosti
Na območju Rotorue je veliko geotermalnih znamenitosti, vključno z:
- Park Kuirau, v središču mesta
- Vladni vrtovi, vključno s Sulphur Pointom
- Te Puia – atrakcija za obiskovalce v vulkanski dolini Whakarewarewa in dom gejzirja Pōhutu
- Tikitere – Geotermalni park Hell's Gate & Mud Spa; vključuje številne geotermalne značilnosti, kot so parna jezera, blatni bazeni, fumarole, blatni vulkan in Kakahi Falls, največji vroč slap na južni polobli.[14]
- Te Wairoa ('Zakopana vas') - tako imenovana po tem, ko jo je leta 1886 zasul izbruh gore Tarawera
- Jezero Rotomahana je zadnje nastalo večje naravno jezero na Novi Zelandiji in najgloblje v okrožju Rotorua.
- Vulkanska dolina Waimangu je hidrotermalni sistem, ki je nastal 10. junija 1886 z vulkanskim izbruhom gore Tarawera
- Termalni bazeni Waikite Valley

Pogost vzdevek za Rotoruo je Žveplovo mesto zaradi izpustov vodikovega sulfida, ki daje mestu vonj, podoben gnilim jajcem, kot tudi Rotten-rua, ki združuje njeno legitimno ime in prevladujoč vonj po gnilem. Drug pogost vzdevek je Roto-Vegas, ki mestni pas ceste, obdan s podjetji in restavracijami, primerja s tistim v Las Vegasu.
Posebej oster vonj v osrednjem vzhodnem območju Te Ngae'je posledica gostih usedlin žvepla, ki so ob južni meji vladnih vrtov, na območju, znanem kot 'Sulphur Point'.

## Druge zanimivosti
Rotorua je tudi dom botaničnih vrtov in zgodovinske arhitekture. Znano kot zdraviliško mesto in glavno turistično letovišče od 19. stoletja, številne njegove stavbe namigujejo na to zgodovino. Vladni vrtovi, blizu obale jezera na vzhodnem robu mesta, vključujejo Muzej umetnosti in zgodovine Rotorua, ki je v veliki stavbi kopališča v tudorskem slogu, in Modre kopeli (Blue Baths) v slogu art déco, znane po  spolno mešanem kopanju v 1930-ih. Od oktobra 2023 sta obe stavbi zaprti zaradi pomislekov glede potresne nevarnosti.
Druga zanimivost Rotorue je gorsko kolesarjenje. Mednarodno gorsko kolesarsko združenje je Rotoruo leta 2015 uvrstilo med 6 najboljših gorsko kolesarskih destinacij na svetu, ko je Rotorui podelilo status zlatega kolesarskega centra. Gozd Whakarewarewa vključuje več kot 150 km gorsko kolesarskih poti in avgusta 2006 je bil gostitelj UCI svetovnega prvenstva v gorskem kolesarstvu in trialu. Od leta 2015 do danes je Rotorua vsako leto gostila Crankworx World Tour (tura gorsko kolesarskih tekmovanj in dirk s štirimi postanki).
Pištolski klub Rotorua je med največjimi na južni polobli in je leta 2013 gostil avstralsko prvenstvo IPSC v streljanju s pištolo.
Reka Kaituna, 15 minut vožnje severovzhodno od CBD, omogoča kajakaštvo razreda 5 in rafting skozi spektakularno sotesko.
Druga zanimivost za obiskovalce na območju Ngongotahā je Nacionalni center za ptice roparice Wingspan. To je objekt za vzrejo v ujetništvu in center za obiskovalce v dolini Ngongotahā. Wingspan se ukvarja z ohranjanjem, izobraževanjem in raziskovalnimi dejavnostmi v zvezi s pticami roparicami, ki jih najdemo na Novi Zelandiji, in zagotavlja demonstracije lova s sokoli.
|  |  |  |  |